# Pitkäjärvi (Jukkasjärvi socken, Lappland, 757179-175559)
Pitkäjärvi är en sjö i Kiruna kommun i Lappland och ingår i Torneälvens huvudavrinningsområde. Sjön har en area på 0,0748 kvadratkilometer och ligger 436,6 meter över havet. Pitkäjärvi ligger i Torneträsk-Soppero fjällurskog Natura 2000-område.

## Delavrinningsområde
Pitkäjärvi ingår i det delavrinningsområde (757062-175834) som SMHI kallar för Utloppet av Kuormakkajärvi. Medelhöjden är 464 meter över havet och ytan är 41,31 kvadratkilometer. Det finns ett avrinningsområde uppströms, och räknas det in blir den ackumulerade arean 79,3 kvadratkilometer. Myllyjoki (Kuormakkajoki) som avvattnar avrinningsområdet har biflödesordning 3, vilket innebär att vattnet flödar genom totalt 3 vattendrag innan det når havet efter 366 kilometer. Avrinningsområdet består mestadels av skog (62 procent) och sankmarker (27 procent). Avrinningsområdet har 2,2 kvadratkilometer vattenytor vilket ger det en sjöprocent på 5,3 procent.